# Mama Said (musikalbum)
Mama Said är det andra studioalbumet av den amerikanska rockmusikern Lenny Kravitz, utgivet 1991. "It Ain't Over 'til It's Over" blev en stor hit och nådde andraplatsen på Billboard Hot 100. Gitarristen Slash medverkade på låtarna "Fields of Joy" och "Always on the Run", den senare skrev han också tillsammans med Kravitz.

## Låtlista
Samtliga låtar skrivna av Lenny Kravitz, om annat inte anges.
| Nr  | Titel                                              | Längd |
| --- | -------------------------------------------------- | ----- |
| 1.  | Fields of Joy (Fredricks, Kamen)                   | 4:03  |
| 2.  | Always on the Run (Kravitz, Slash)                 | 3:57  |
| 3.  | Stand by My Woman (Hirsch, Kravitz, Krizan, Pasch) | 4:16  |
| 4.  | It Ain't Over 'Til It's Over                       | 3:55  |
| 5.  | More Than Anything in This World                   | 3:43  |
| 6.  | What Goes Around Comes Around                      | 4:40  |
| 7.  | The Difference Is Why                              | 4:48  |
| 8.  | Stop Draggin' Around                               | 2:37  |
| 9.  | Flowers for Zoë                                    | 2:45  |
| 10. | Fields of Joy (Reprise) (Fredricks, Kamen)         | 3:57  |
| 11. | All I Ever Wanted (Kravitz, Lennon)                | 4:04  |
| 12. | When the Morning Turns to Night                    | 2:58  |
| 13. | What the Fuck Are We Saying?                       | 5:10  |
| 14. | Butterfly                                          | 1:45  |